# Catedral de San Juan (Langzhong)
La catedral de San Juan (en inglés: St John's Cathedral), hoy conocida como iglesia del Evangelio, es un templo de culto protestante de la ciudad sichuanesa de Langzhong, situado en la calle de Yangtianjing. Fundado en 1908, el templo fue la antigua catedral anglicana de la diócesis de Szechwan (Szechwan Oriental desde 1936), y el templo anglicano más grande del sudoeste de China. Desde 1954 está sometido al control de la Iglesia patriótica de las tres autonomías, sancionada por el estado.

## Historia

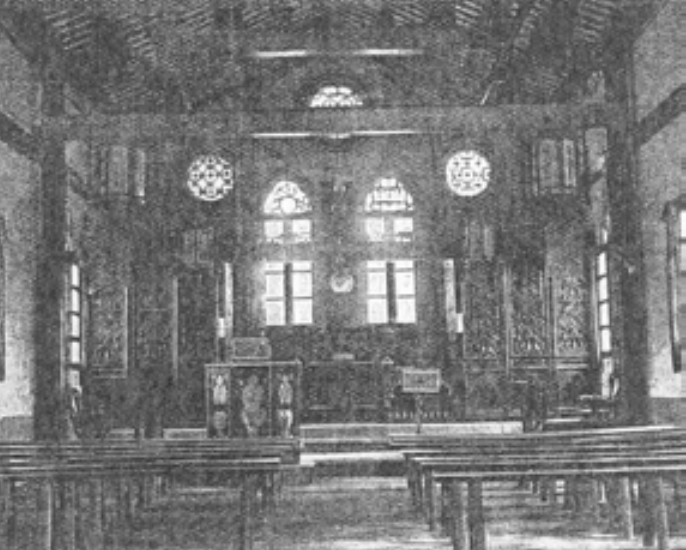
Interior de la catedral de San Juan, años 1910.

El primer templo anglicano en Langzhong (entonces conocida como Langchung, Paoning o Paoning Foo), la iglesia de la Trinidad, construido en 1893, se había vuelto demasiado pequeño a medida que aumentaba el número de creyentes.

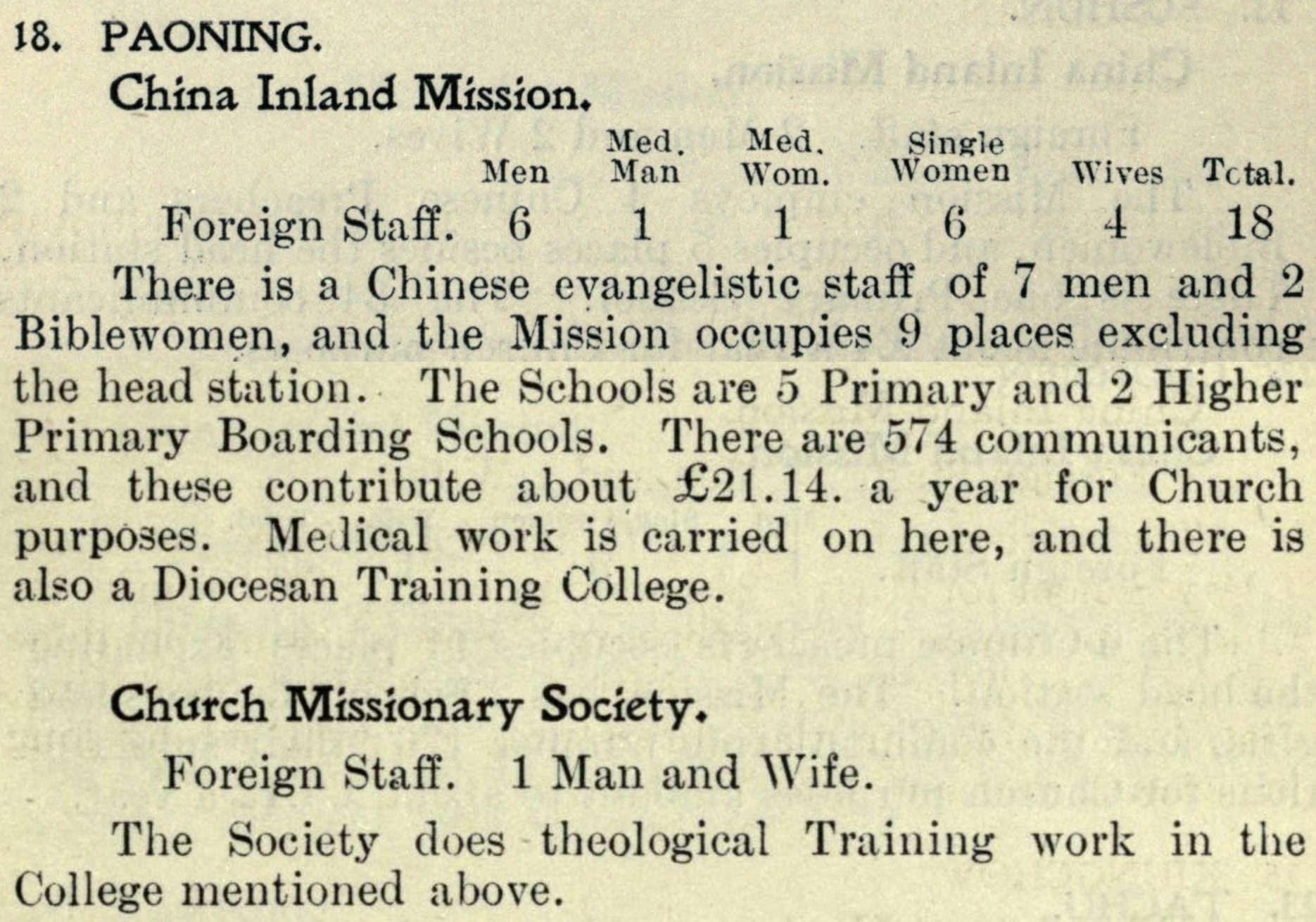
Encuesta del trabajo misionero de la China Inland Mission y la Church Missionary Society en Paoning, publicada en 1913.

Después de una serie de problemas, la catedral de San Juan fue finalmente construida en la calle de Yangtianjing, bajo la supervisión de William Cassels, uno de los siete de Cambridge, y el entonces obispo misionero de la diócesis de Szechwan. La construcción comenzó en 1913 y terminó en 1914.
Originalmente designado procatedral, el templo fue diseñado por el arquitecto australiano George A. Rogers y construido en el estilo neogótico con un toque sichuanés. Ocupa una superficie de casi 4000 metros cuadrados, con un cementerio, una biblioteca, un pozo, un jardín y un huerto. Cassels murió en 1925 y fue enterrado en el jardín de la catedral. Montagu Proctor-Beauchamp, también uno de los siete de Cambridge, fue enterrado en el cementerio de la catedral en 1939.
Después de la toma de poder por parte de los comunistas en China en 1949, las Iglesias cristianas en China se vieron obligadas a romper sus lazos con las respectivas iglesias en el extranjero, lo que llevó a la fusión de la catedral de San Juan en la Iglesia patriótica de las tres autonomías establecida por el gobierno comunista, y fue renombrada «iglesia del Evangelio».